# Претор-Пинней, Гэвин
Гэвин Претор-Пинней (англ. Gavin Pretor-Pinney) — английский писатель, автор научно-популярных книг.

## Жизнь и творчество
Гэвин Претор-Пинней родился и вырос в Лондоне. Он учился в Вестминстерской школе, а затем в Центральном колледже искусства и дизайна имени Святого Мартина. Был в числе основателей британского журнала The Idler. В 2004 году основал международное «Общество любителей облаков», насчитывающее на 2016 год более 40 000 членов из разных стран.
Гэвин Претор-Пинней — автор ряда книг, посвящённых облакам (The Cloudspotter’s Guide (2006), A Pig with Six Legs and Other Clouds (2007), The Cloud Collector’s Handbook (2009)), а также составитель альбома Clouds That Look Like Things: From The Cloud Appreciation Society, в который вошли фотографии членов общества. Он регулярно выступает с лекциями, в которых призывает людей чаще смотреть на небо и не пренебрегать той удивительной красотой, которую ежедневно дарят нам облака.
В 2009 году «Би-би-си» сняла документальный фильм о Гэвине Претор-Пинней — «Cloudspotting».
В 2011 году Претор-Пинней получил премию Королевского общества за лучшую научную книгу: этой престижной награды удостоилась написанная им книга The Wavewatcher’s Companion (в русском переводе «Занимательное волноведение»).

## Публикации на русском языке
- Гэвин Претор-Пинней. Занимательное облаковедение. Учебник любителя облаков = The Cloudspotter's Guide. — Гаятри, 2007. — 400 с. — 2000 экз. — ISBN 978-5-9689-0088-3.
- Гэвин Претор-Пинней. Занимательное волноведение. = The Wavewatcher's Companion. — Гаятри, 2012. — 416 с. — ISBN 978-5-904584-33-7.